# Travassosius
Travassosius (benannt nach dem brasilianischen Helminthologen Lauro Travassos) ist eine Gattung der Fadenwürmer mit zwei Arten: Travassosius rufus ist ein Magenparasit beim Biber, Travassosius americanus beim Kanadischen Biber.

## Merkmale
Travassosius sind klein, schlank und ziegelrot. Kopf und Mundhöhle sind klein, die Mundöffnung von drei Lippen umrahmt. Die Cuticula ist längs-, im Bereich des Kopfes quergestreift. Halspapillen sind ausgebildet. Die Bursa copulatrix hat große Seitenlappen, der Rückenlappen ist gering entwickelt. Die Bauchrippen stehen weit auseinander, die ventroventrale Rippe ist
dünn und bauchwärts gerichtet, die lateroventrale Rippe ist dick und den Seitenrippen benachbart. Die Spitze der externolaterale Rippe ist bauchwärts abgebogen, die mediolaterale berührt die Bursakante im rechten Winkel, die Spitze der posterolateralen ist rückenwärts gebogen. Die Rückenrippe ist lang, schlank und am Ende gespalten. Die Spicula sind kurz, gewunden und haben ein knopfartiges Ende. Die vor der Bursa gelegenen Papillen sind groß und deutlich. Die beiden Uteri divergieren, der Ovijektor ist gut entwickelt, die Vulva liegt in der hinteren Körperhälfte. Die Eier sind mittelgroß, dünnschalig, farblos und werden im Morulastadium abgegeben.